# Lesbates carissima
Lesbates carissima là một loài bọ cánh cứng trong họ Cerambycidae.